# Putyin hujlo!

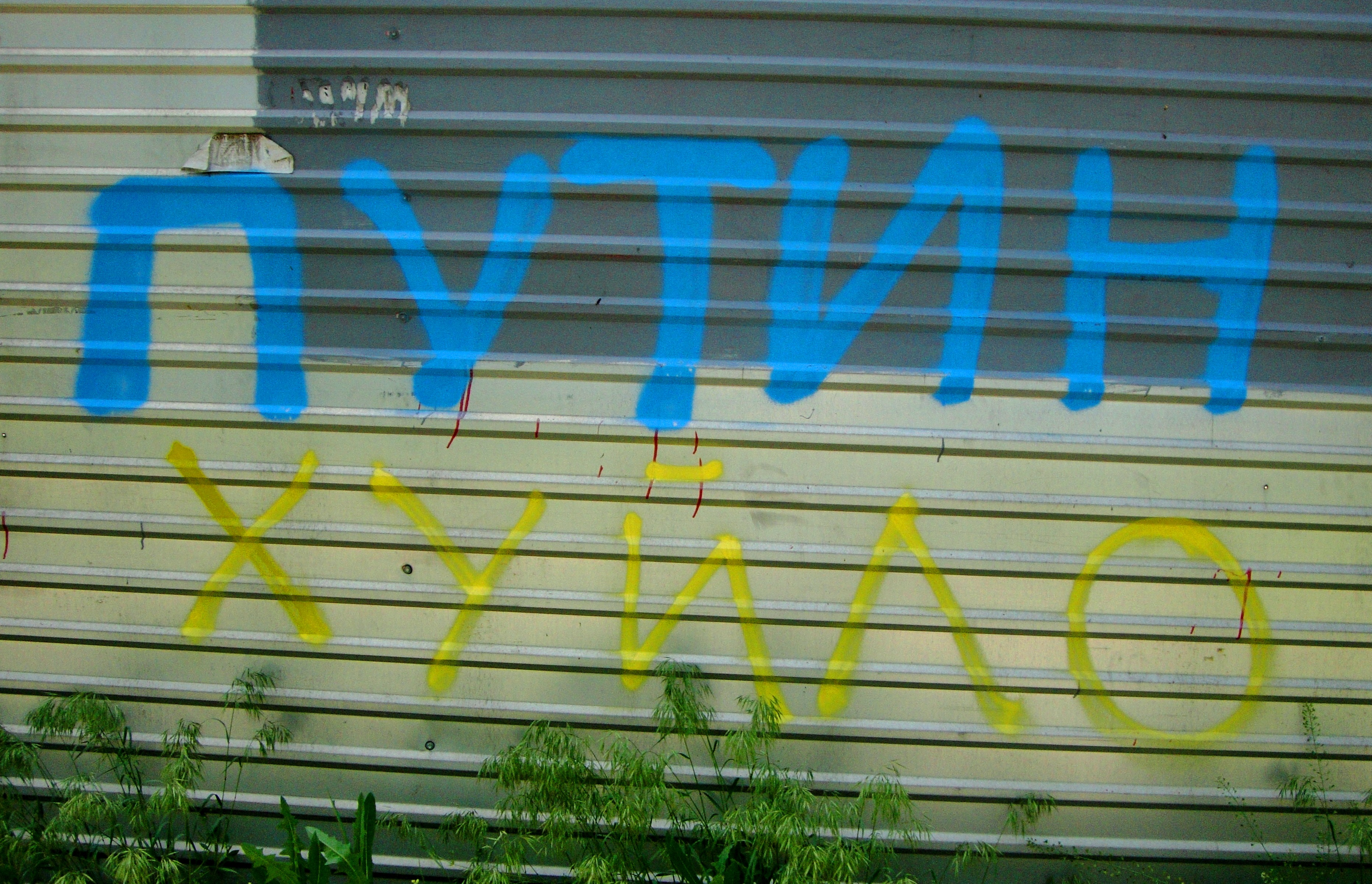
Putyin hujlo graffiti Luhanszkban

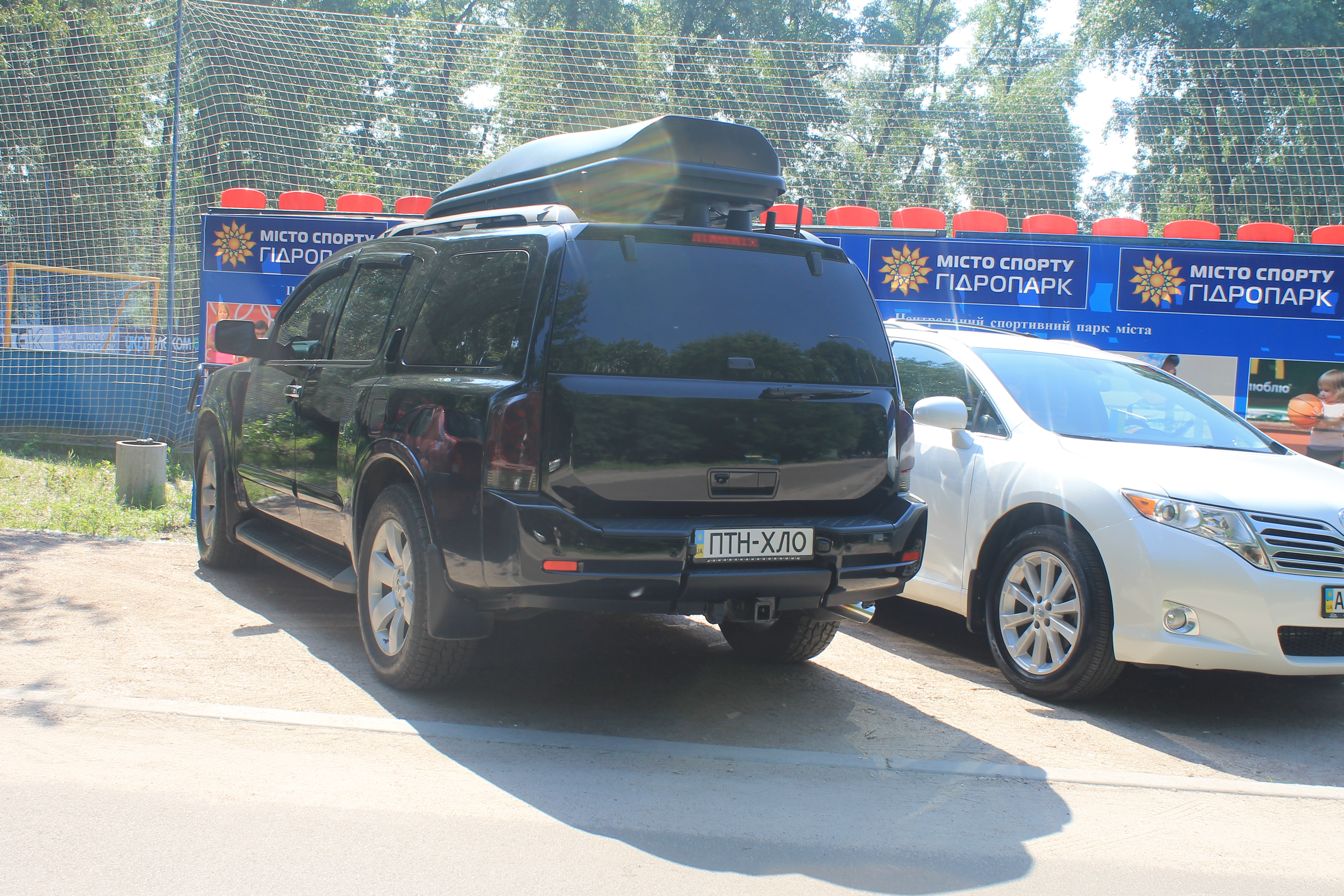
A Putyin Hujlo rövidített formában (PTN HLO) gépkocsi rendszámán

Putyin hujlo! (ukránul: Путiн хуйло, oroszul: Путин хуйло, magyarul: Putyin faszfej) ukrán focidrukkerek rigmusa, Vlagyimir Putyin trágár csúfolása, amely a 2014-es ukrajnai orosz katonai beavatkozást követően széles körben elterjedt az interneten, különösen a közösségi médiában és népszerű internetes mém lett. A kifejezés, illetve a dal a Vlagyimir Putyin politikájával szembeni kritika egyik leggyakoribb ukrajnai megnyilvánulásává vált.

## Szövege
Putyin hujlo!
la-la-la-la-la-la-la-la
la-la-la-la-la-la-la-la
la-la-la-la-la-la-la-la
A dal az interneten leggyakrabban zenei kísérettel található meg.

## Története
A rigmus elődjét Hrihorij Szurkisz, az Ukrán Labdarúgó Szövetség elnökével kapcsolatban használták a focidrukkerek. Putyinra változtatva először 2014. március 30-án a Metaliszt és Sahtar szurkolói énekelték, majd gyorsan elterjedt az ukrajnai labdarúgó-mérkőzéseken. Később kilépett a stadionokból és a politikai rendezvényeken is népszerűvé vált és több változata is kialakult. A YouTube-on 2014. április 4-én jelent meg videóklip formájában is. Ukrajnában napjainkra az egyik legelterjedtebb internetes mém lett, és Ukrajna-szerte rengeteg graffiti készült erre e témára. Rövidítve, graffitiként ПТН ХЛО formában is igen gyakori.
A Google Chrome böngészőre még külön plug-in is készült, amely a megjelenített szövegben a Putyin nevet lecseréli a Hujlo kifejezésre. Rövidített formája gépkocsi rendszámaként is szerepel.